# Cystowithius smithersi
Cystowithius smithersi är en spindeldjursart som beskrevs av Harvey 2004. Cystowithius smithersi ingår i släktet Cystowithius och familjen Withiidae. Inga underarter finns listade i Catalogue of Life.